# Jesús María Zamora
Jesús María Zamora Ansorena, plus connu comme Jesús María Zamora, né le 1er janvier 1955 à Errenteria (Pays basque, Espagne), est un footballeur espagnol des années 1970 et 1980. Il évoluait au poste de milieu de terrain.

## Biographie
Zamora porte le maillot de la Roja à trente reprises entre 1978 et 1982, pour trois buts inscrits. 
Il joue son premier match en équipe nationale le 21 décembre 1978, en amical contre l'Italie (défaite 1-0 à Rome).
Il participe à l'Euro 1980 organisé en Italie. Il dispute 3 matchs lors de cette compétition. L'Espagne est éliminée au premier tour de la compétition. 
Il participe ensuite à la Coupe du monde 1982, jouant quatre matchs sur les cinq de son équipe (ne ratant que le match contre l'Irlande du Nord). Il reçoit un carton jaune contre la Yougoslavie, et inscrit un but à la 82e minute contre la RFA. L'Espagne est éliminée au second tour de la compétition.
En club, il réalise l'intégralité de sa carrière à la Real Sociedad de 1974 à 1989, remportant une Coupe du Roi en 1987, une Supercoupe d'Espagne en 1982, et deux Liga en 1981 et en 1982. 
Il joue au total avec la Real Sociedad 588 matchs pour 79 buts inscrits, dont 455 matchs en première division, pour 63 buts inscrits. En Coupe d'Europe des clubs champions, il dispute 8 matchs, étant demi-finaliste de cette compétition en 1983.

## Clubs
- 1974-1989 :  Real Sociedad

## Palmarès
- Championnat d'Espagne
  - Champion en 1981 et en 1982
  - Vice-champion en 1980 et en 1988

- Coupe d'Espagne
  - Vainqueur en 1987
  - Finaliste en 1988

- Supercoupe d'Espagne
  - Vainqueur en 1982